# Volksbank Börßum-Hornburg
Die Volksbank Börßum-Hornburg eG ist eine Genossenschaftsbank mit Sitz in der niedersächsischen Gemeinde Börßum im Landkreis Wolfenbüttel.

## Geschichte
Die heutige Volksbank Börßum-Hornburg eG wurde am 12. Mai 1908 gegründet und entstand 1990 aus der Fusion der Genossenschaftsbank Börßum eG mit dem Sitz in Börßum mit der Volksbank Hornburg e.G. mit dem Sitz im Ortsteil Hornburg von Schladen-Werla. Bereits im Jahr 1935 fusionierte die damalige Genossenschaftsbank Börßum eGmbH mit der Spar- und Darlehnskasse e.G.m.b.H. Burgdorf mit dem Sitz im damaligen Burgdorf. Anschließend erfolgte im Jahr 1946 die Fusion mit der Spar- und Darlehnskasse e.G.m.b.H. Achim mit dem Sitz in Achim.

## Rechtsverhältnisse
Die Volksbank Börßum-Hornburg eG ist im Genossenschaftsregister beim Amtsgericht Braunschweig unter GnR 203 eingetragen.

## Organisationsstruktur
Rechtsgrundlagen sind das Genossenschaftsgesetz und die durch die Vertreterversammlung beschlossene Satzung. Organe der Bank sind der Vorstand, der Aufsichtsrat und die Vertreterversammlung.

## Sicherungseinrichtung
Die Volksbank Börßum-Hornburg eG ist der amtlich anerkannten Sicherungseinrichtung des Bundesverbandes der Deutschen Volksbanken und Raiffeisenbanken GmbH und der zusätzlichen freiwilligen Sicherungseinrichtung des Bundesverbandes der Deutschen Volksbanken und Raiffeisenbanken e.V. angeschlossen.

## Geschäftsausrichtung
Die Volksbank Börßum-Hornburg eG betreibt das Universalbankgeschäft. Im Verbundgeschäft arbeitet sie mit der DZ Bank, R+V Versicherung, Bausparkasse Schwäbisch Hall, Teambank, VR Leasing, DZ Hyp und der Union Investment zusammen.

## Geschäftsgebiet
Das Geschäftsgebiet liegt im Süden des Landkreises Wolfenbüttel und im des Norden des Landkreises Harz.
An diesen Orten betreibt die Bank Filialen:
- Börßum (Hauptstelle, jur. Sitz)
- Hornburg (Geschäftsstelle)
- Osterwieck (Geschäftsstelle)